# Середгірський шлях
Середгі́рський шля́х (яп. 中山道, なかせんどう, МФА: [nakaseɴ doː]) — дорога в домодерній Японії, один з п'яти головних шляхів 17 — 19 століття. Названий за іменем Середгірського краю. Пролягав гірськими районами Центральної Японії. Сполучав політично-адміністративний центр країни — місто Едо провінції Мусасі, майбутній Токіо, — із столицею Японії Кіото.